# Cyrtolabulus punctatus
Cyrtolabulus punctatus är en stekelart som först beskrevs av Meade-waldo 1910.  Cyrtolabulus punctatus ingår i släktet Cyrtolabulus och familjen Eumenidae. Inga underarter finns listade i Catalogue of Life.